# IXE-13 (roman)
Pour les articles homonymes, voir IXE et IXE-13.
Les aventures étranges de l'agent IXE-13. L'as des espions canadiens, « Grand roman d'espionnage par Pierre Saurel » est une série de romans d'espionnage québécois publié en fascicules de 32 pages (934 au total) par Pierre Saurel de novembre 1947 à septembre 1966 aux éditions de la revue Police Journal. Les dessins ont été réalisés par André L'Archevêque.
Cette série a connu un succès considérable à l'époque (20,425,000 exemplaires en tout). Elle a donné lieu à des adaptations théâtrales et radiophoniques et a inspiré un film à l'écrivain et cinéaste Jacques Godbout intitulé également IXE-13 (1972).
Une réédition en deux tomes des treize premières aventures est mise en marché en 2020 aux Éditions de l'Homme.
Une télésérie de huit épisodes, IXE-13 et la course à l'uranium, écrite par Gilles Desjardins et réalisée par Yan Lanouette-Turgeon a été diffusée sur la chaîne TVA en 2024. Le rôle de l'agent IXE-13, Jean Thibault, est joué par Marc-André Grondin.

## Livres

### Hors-Série
- HS 001 - Le repaire de la mort[4].
- HS 002 - La tigresse.
- HS 003 - Aux mains de la Gestapo.
- HS 004 - L'évasion du Dr. Woodbrock.
- HS 005 - Le mystérieux fauteuil no 24.
- HS 006 - Le secret du coffre-fort.
- HS 007 - Un piège
- HS 008 - Une nuit en Italie.
- HS 009 - La disparition de T-4.
- HS 010 - Au secours de madame Cornu.
- HS 011 - En mission au Maroc.

### Feuilleton
- 001 - L'homme à la cagoule[4].
- 002 - Le silence de la mort.
- 003 - Prisonniers des jaunes.
- 004 - Aventures au pôle Nord.
- 005 - La chasse aux espions.
- 006 - Dans l'Océan Atlantique.
- 007 - L'étrange monsieur Villiers.
- 008 - Fiancée en péril.
- 009 - Le sosie d'Herman Roberterg.
- 010 - L'invention du père Flanko.
- 011 - Cent contre un.
- 012 - L'homme sans nom.
- 013 - La revanche d'IXE-13.
- 014 - L'étrangleur.
- 015 - Le bourreau japonais.
- 016 - Dans la gueule du loup.
- 017 - Le mariage d'IXE-13.
- 018 - Horreurs nazies.
- 019 - Le saboteur.
- 020 - Le mystère de la femme blonde.
- 021 - Le piège de Hans Loberg.
- 022 - Le dictateur de Valparaiso.
- 023 - Mystification.
- 024 - À la recherche de Sing Lee.
- 025 - Le fauteuil de malheur.
- 026 - Sir George assassiné.
- 027 - Le secret de la bombe.
- 028 - La maison numéro 13.
- 029 - Le rayon de la mort.
- 030 - La lentille qui tue.
- 031 - La fille-gas.
- 032 - Jany voleuse d'espion.
- 033 - La guerre des enfants.
- 034 - L'espion-quêteux.
- 035 - Le faux coiffeur.
- 036 - La trappe électrique.
- 037 - La Bande noire.
- 038 - L'homme au bras coupé.
- 039 - L'aéroport invisible.
- 040 - Le yacht de la mort.
- 041 - Le portrait d'un fou.
- 042 - Nazis à Ottawa.
- 043 - Prisonniers sous l'eau.
- 044 - Les îles traitresses.
- 045 - La guerre des yeux.
- 046 - La danse du feu.
- 047 - La reine de l'hypnotisme.
- 048 - Le chien qui vole.
- 049 - Le gaz de l'épouvante.
- 050 - L'espion du premier janvier.
- 051 - La beauté du diable.
- 052 - Le pauvre aux deux visages.
- 053 - L'asile sans fous.
- 054 - L'espion H-87.
- 055 - Les morts ambulants.
- 056 - Le vol du collier de perles.
- 057 - La bande des Capuchons.
- 058 - L'île fantôme.
- 059 - Le plafond qui tue.
- 060 - Caresses d'espionne.
- 061 - Le nègre Bali.
- 062 - Double espionne.
- 063 - Susan la menteuse.
- 064 - La croix de sang.
- 065 - Le retour de l'étrangleur.
- 066 - La swastika fatidique.
- 067 - Complot jaune.
- 068 - Monsieur Unknown.
- 069 - L'écriture secrète.
- 070 - Pincés.
- 071 - Le châtiment d'un traître.
- 072 - Sir Arthur domestique.
- 073 - Les deux IXE-13.
- 074 - La jalouse espionne.
- 075 - Les bombes volantes.
- 076 - L'enlèvement d'IXE-13.
- 077 - La chambre no 28.
- 078 - Prisonnier au Japon.
- 079 - La nouvelle recrue.
- 080 - Toute une femme !
- 081 - Le livre rouge.
- 082 - La fatale distraction.
- 083 - La cave de la mort.
- 084 - La bombe atomique.
- 085 - L'espion A-1.
- 086 - Le Tibet noir.
- 087 - L'impossible évasion.
- 088 - L'inconcevable piège.
- 089 - L'œil de vitre.
- 090 - Le cas 18.
- 091 - La guerre des narcotiques.
- 092 - Rosita l'intrigante.
- 093 - Seul !
- 094 - La Main Jaune.
- 095 - Un pas, un mort.
- 096 - L'étranger du Mexique.
- 097 - Mission suicide.
- 098 - La dôpe fait parler.
- 099 - Monsieur Canada.
- 100 - Le traîneau noir.
- 101 - Prisonnier en vacances.
- 102 - Le faux départ.
- 103 - Le voyage de la mort.
- 104 - Manouk le mystérieux.
- 105 - La mort de Francine.
- 106 - Le roi du maquillage.
- 107 - Sir Arthur enlevé.
- 108 - Le retour de Rosita.
- 109 - IXE-13 fait rire de lui.
- 110 - Musée d'espions.
- 111 - Au milieu des Jaunes.
- 112 - Le baiser de la mort.
- 113 - Les dépouilleurs de cadavres.
- 114 - Le mari de Gisèle.
- 115 - Le prêtre espion.
- 116 - La plus belle victoire.
- 117 - Le jumeau d'IXE-13.
- 118 - La vipère.
- 119 - L'atroce supplice.
- 120 - À la recherche de Von Tracht.
- 121 - Document H-34.
- 122 - Lili la dôpée.
- 123 - Sus à Hitler.
- 124 - Mariage d'un mourant.
- 125 - La caverne des Laurentides.
- 126 - L'ombre de Gisèle.
- 127 - L'île des 22 morts.
- 128 - Gisèle revient.
- 129 - Josette l'espionne.
- 130 - Les cadavres décapités.
- 131 - Von Tracht et Bouritz s'évadent.
- 132 - La bombe diabolique.
- 133 - Le rapt de Gisèle.
- 134 - IXE-13 infirme.
- 135 - La négresse Arkia.
- 136 - L'école rouge.
- 137 - L'invention d'un fou.
- 138 - Espions communistes.
- 139 - Le train de la mort.
- 140 - Derrière le rideau de fer.
- 141 - Caresses communistes.
- 142 - IXE-13 espion russe.
- 143 - La trahison de Nadia.
- 144 - L'homme au sou percé.
- 145 - La machine à tuer.
- 146 - IXE-13 en Corée.
- 147 - Taya l'espionne communiste.
- 148 - La danseuse du Red Bird.
- 149 - Boiron assassiné.
- 150 - Jane la mystérieuse.
- 151 - Erre-19.
- 152 - La boule de verre.
- 153 - Amour ou devoir.
- 154 - Fini pour toujours.
- 155 - Taya se venge.
- 156 - Adoujah l'hypnotiseur.
- 157 - Le singe vert.
- 158 - La montre mystérieuse.
- 159 - Le mardi-gras tragique.
- 160 - Le secret de la princesse.
- 161 - L'épouse du traître.
- 162 - La maison des inventions.
- 163 - La guerre aux ours.
- 164 - La pluie magique.
- 165 - Le document introuvable.
- 166 - Les monstres marins.
- 167 - Herman le peureux.
- 168 - Len Shu le traître.
- 169 - Les deux capitaines Grant.
- 170 - Gisèle Tuboeuf revient.
- 171 - Le cigare mystérieux.
- 172 - L'invention diabolique.
- 173 - Au secours de Jane.
- 174 - Le cousin de Marius.
- 175 - Mission-suicide en Corée.
- 176 - Le déserteur.
- 177 - La déesse égyptienne.
- 178 - Le supplice de la goutte d'eau.
- 179 - Traître ou prisonnier ?
- 180 - Marius l'assassin.
- 181 - Lana l'enjôleuse.
- 182 - Taya s'évade.
- 183 - Au milieu des fous.
- 184 - Le mystérieux Niki.
- 185 - Marlov, roi des espions russes.
- 186 - Le composé Z.
- 187 - Marius devient lutteur.
- 188 - La sœur de Roxanne.
- 189 - IXE-13 amoureux de Taya.
- 190 - Les saboteurs de Craigville.
- 191 - Meurtre chez les Esquimaux.
- 192 - Roxanne, espionne communiste.
- 193 - Michel ou Gilbert?
- 194 - L'école des espions.
- 195 - La fête-surprise.
- 196 - Pensionnaires dangereux.
- 197 - Les deux majors de la mort.
- 198 - Hitler vivant ?
- 199 - L'homme au bras tatoué.
- 200 - Nitchka, beauté russe.
- 201 - L'Enlèvement de la Russe.
- 202 - Le Spécialiste allemand.
- 203 - Le Cigare qui ne fume pas.
- 204 - L'Étoile noire.
- 205 - L'Assassinat de minuit.
- 206 - Un défi.
- 207 - Le Bossu prisonnier.
- 208 - Évasion !
- 209 - L'Oeil de vitre.
- 210 - L'Assassinat de l'oncle Birdens.
- 211 - Le Mort qui vit toujours.
- 212 - Sans espoir.
- 213 - Amour et Trahison.
- 214 - La Prochaine Victime.
- 215 - Prisonniers de Corée.
- 216 - Un IXE-13 de trop.
- 217 - Face au danger.
- 218 - Saboteurs à Vancouver.
- 219 - Les Assassins de la montagne.
- 220 - Le Château de la mort.
- 221 - La Mystérieuse Madame Bohen.
- 222 - Il faut assassiner Marius.
- 223 - Le Dentiste japonais.
- 224 - La Conversion de Taya.
- 225 - Roxanne, la danseuse.
- 226 - Prisonniers sous la terre.
- 227 - L'Enlèvement du général Barkley.
- [ Les numéros 228 à 274 n'existent pas][1]
- 275 - Captifs en Sibérie.
- 276 - Destination: « outre-tombe ».
- 277 - La Guerre aux honneurs.
- 278 - On a rasé le cadavre.
- 279 - Le Savant à la mémoire courte.
- 280 - La Reine des rouges.
- 281 - Le Journaliste espion.
- 282 - Heures d'angoisse sur l'océan.
- 283 - Les Cadavres aux mains coupées.
- 284 - Les Fabricants d'argent.
- 285 - L'Assassin amnésique.
- 286 - Cadavre sans tête.
- 287 - Roxanne disparaît.
- 288 - IXE-13 chez les Russes.
- 289 - L'Artiste-espionne.
- 290 - Madame Watson se venge.
- 291 - L'École du vice.
- 292 - La Revanche des communistes.
- 293 - Les Nègres agresseurs.
- 294 - La Femme-fantôme.
- 295 - La Guerre de la faim.
- 296 - Fuite vers Berlin.
- 297 - Les Deux Frères Lokampf.
- 298 - Les Pirates de la mer.
- 299 - Qui est le numéro 1?
- 300 - Le Manchot du 3e wagon.
- 301 - La Voix voilée.
- 302 - Le traître chinois.
- 303 - Linwa, la petite Chinoise.
- 304 - L'affaire Cati Boyo.
- 305 - La Secrétaire de l'avocat Crémard.
- 306 - L'Amant de Marlene.
- 307 - La Garce espionne.
- 308 - Trop parler nuit.
- 309 - Le Gaz du sommeil.
- 310 - À mort, IXE-13 !
- 311 - Échec à Paris.
- 312 - L'Engin de mort.
- 313 - Le Rapt violent.
- 314 - La Cave aux rouges.
- 315 - Le Supplice du fer.
- 316 - Marius Lamouche, bigame.
- 317 - Le Bourreau du camp 18.
- 318 - La Serviette de cuir.
- 319 - Les Saboteurs.
- 320 - Agents secrets en Chine.
- 321 - La Photo du scandale.
- 322 - Les Avions fantômes.
- 323 - L'Allemand communiste.
- 324 - L'Araignée.
- 325 - Le Secret de l'horloge.
- 326 - Poignardé deux fois.
- 327 - Mission au Mexique.
- 328 - Complot à la cabane.
- 329 - Une morte chez la voisine.
- 330 - Mission sanglante.
- 331 - Le Cercueil vide.
- 332 - Mission à Hollywood.
- 333 - Espion au Service secret.
- 334 - Chasse au coffret.
- 335 - L'Épinglette d'Etta Hotzel.
- 336 - La Folle de Berlin.
- 337 - La Caisse en bois.
- 338 - Escapade à l'hospice.
- 339 - Le Papier chiffré.
- 340 - Le Tube noir.
- 341 - La Garce et l'Hypnose.
- 342 - La Moustache noire.
- 343 - La Bombe D.
- 344 - La Rage.
- 345 - Les Yeux noirs.
- 346 - L'Espion boxeur.
- 347 - Don Juan d'Hollywood.
- 348 - L'Opium sous les tentures.
- 349 - Sous-marin fantôme.
- 350 - L'Aveugle de Marrakech.
- 351 - 3 Blancs chez les Mau-Mau.
- 352 - Les Yeux perçants du Kenya.
- 353 - L'Araignée aux 100 visages.
- 354 - Mystère dans les airs.
- 355 - Les Chevaliers de l'alphabet.
- 356 - Les Charmes de l'espionne.
- 357 - Les Sournois du Japon.
- 358 - Il faut sauver le patron.
- 359 - Les Marchands de communisme.
- 360 - Péril chez les barbares.
- 361 - 3 Sacs à l'eau.
- 362 - L'Espion de 11 ans.
- 363 - Le Savant aime les rousses.
- 364 - Rendez-vous.
- 365 - Un secret dans la plume.
- 366 - Battue par les Russes.
- 367 - Il faut sauver Roxanne !
- 368 - La Lettre « E ».
- 369 - Le Chinois d'Astrakan.
- 370 - Les Uniformes verts.
- 371 - L'Héritage de Marius.
- 372 - Trois Missions dans une.
- 373 - Mission en prison.
- 374 - Les Barbares de la montagne.
- 375 - L'Avion « Z-Spécial ».
- 376 - Lolita Perez de Panama.
- 377 - À la recherche du disparu.
- 378 - La Tache sur le talon.
- 379 - Prisonniers de la jungle.
- 380 - L'Italien a soif d'amour.
- 576 - Nadine de Moscou.